# Vale de Azares
Vale de Azares ist eine Gemeinde (Freguesia) im portugiesischen Kreis Celorico da Beira. In ihr leben 328 Einwohner (Stand 19. April 2021).